# Каракитаї

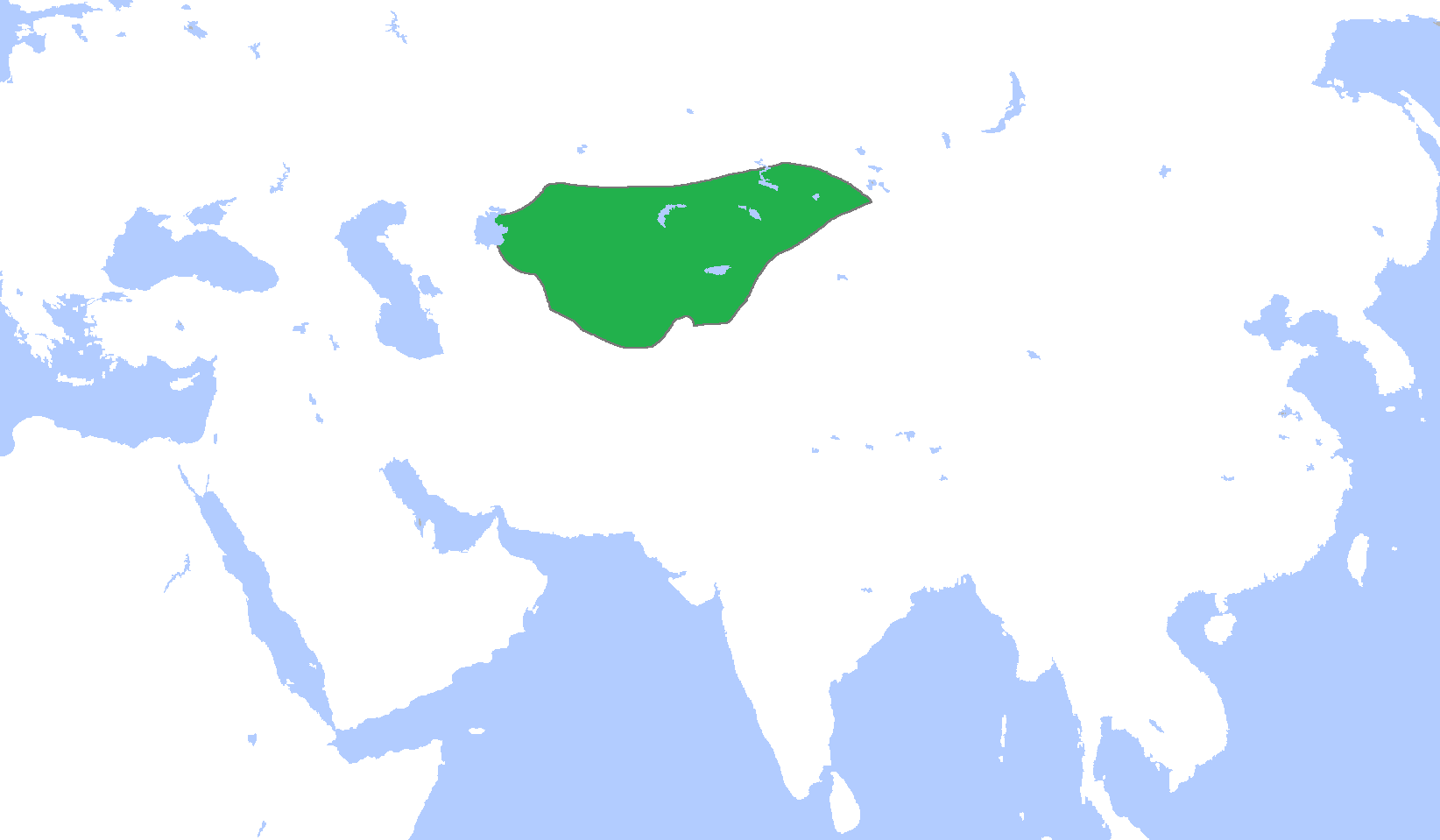
Каракитаї на 1200 рік

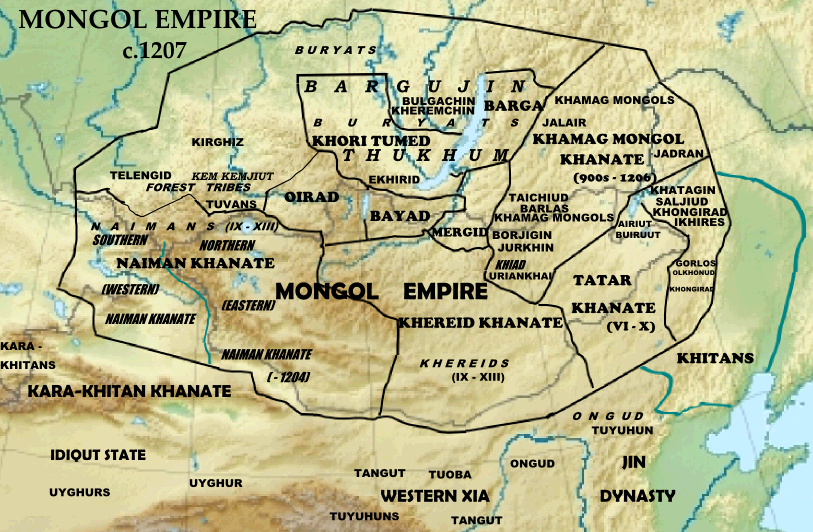

Каракитаї (Сі Ляо — західне Ляо) — династія, яка керувала державою в Центральній Азії у період між 1128 та 1218 роками.
Каракитаї походять від кочових племен, які утворили між 907 та 1125 державу киданів Ляо на північному заході Китаю і Монголії. Після зруйнування держави киданів чжурчженями частина племен перейшла на захід, де вони сформували Каракитайське ханство. Деякі історики позначають цю епоху як західне Ляо (після 1125) на противагу північному Ляо.